# ヴェンセズラウ・ブラス
ヴェンセズラウ・ブラス・ペレイラ・ゴメス（Venceslau Brás Pereira Gomes、1868年2月26日 - 1966年5月15日）は、ブラジルの法律家、政治家。1914年から1918年まで、第9代ブラジル合衆国大統領を務めた。

## 経歴
ミナスジェライス州の地元政治家の息子として生まれ、サンパウロで法学を学んだ。1890年、法学士資格を取得してミナスジェライスに戻った後、検事や弁護士として勤めてから政界入り。ジャクイとモンテ・サント・デ・ミナスの市長となり、上水道施設を導入したことで頭角を現した。1892年、ミナスジェライス州議員に選出され、1898年からは州政府の内務長官を務めた。
1903年、連邦下院議員に当選。1909年、空席だったミナスジェライス州知事に任命され、1910年の大統領選挙ではエルメス・ダ・フォンセカ元帥と共に出馬し、副大統領に選出された。1913年、サンパウロ州とミナスジェライス州の妥協により大選候補に推戴され、1914年の大統領選挙でルイ・バルボサを破り、大統領に当選した（カフェ・コン・レイテ）。在任初めからブラス政権は前任者から受け継いだコンテスタードの反乱に対処しなければならず、1916年に反乱が鎮圧されると、パラナ州とサンタ・カタリーナ州の間の土地紛争を仲裁した。
国内安定化に尽力したブラスの任期は、第一次世界大戦と1917年の総罷業、スペイン・インフルエンザなどの危機に遭遇した。 一方、ブラジル初の民法が制定され、1916年1月1日付けで施行した。1917年10月26日、ドイツの無制限潜水艦作戦による自国船舶の被害が急増したことに伴いブラジルはドイツに宣戦、連合国の一員として参戦した。大戦中、ブラジルの軍事行動は大西洋沿岸で偵察を展開し、対潜戦に協力するための海軍中隊を派遣することに制限された。また、食糧および原材料の輸出が増加し、輸入代替工業化も試みられたが、インフレが触発するなどの問題があった。 
1918年、任期満了により退任。1966年、98歳で死去。遺体はイタジュバに葬られた。ブラスは、歴代のブラジル大統領と副大統領を合わせて最も長寿な人物だった。